# Стартап (телесериал, 2018)
«Старта́п», или «Корпора́ция А́лекса» (англ. Alex, Inc.) — американский телесериал ABC с Заком Браффом в главной роли. Сериал основан на подкасте радиожурналиста Алекса Блумберга о его собственной попытке запустить стартап Gimlet Media. Премьера ситкома состоялась 28 марта 2018 года.
11 мая 2018 года сериал был закрыт после одного сезона.

## Сюжет
Сериал рассказывает о радиожурналисте Алексе Шумене, муже и отце двоих детей, который решает бросить работу и основать свою собственную компанию.

## В ролях
- Зак Брафф — Алекс Шумен, главный герой, радиожурналист, муж и отец двоих детей, который бросает свою работу в большой корпорации ради создания собственной компании «Ajana», занимающейся подкастами
- Тия Сиркар — Арунима «Руни» Шумен, адвокат, жена Алекса и мать Бена и Сорайи
- Хиллари Энн Мэттьюс — Дейдре Риордан, продюсер в бывшей компании Алекса, ушла вместе с ним в качестве ассистента в их стартап «Ajana»
- Элиша Хениг — Бен Шумен, двенадцатилетний сын Алекса и Руни
- Одисси Джеймс — Сорайя Шумен, восьмилетняя дочь Алекса и Руни
- Майкл Империоли — Эдди ЛаГузза, кузен Алекса, партнёр и инвестор компании «Ajana»

## Эпизоды
| №  | Название                                                   | Режиссёр           | Автор сценария             | Дата премьеры  | Зрители в США (млн) |
| -- | ---------------------------------------------------------- | ------------------ | -------------------------- | -------------- | ------------------- |
| 1  | «Нечестное преимущество» «The Unfair Advantage»            | Зак Брафф          | Мэтт Тарсес                | 28 марта 2018  | 4,60                |
| 2  | «Музей восковых фигур» «The Wax Museum»                    | Зак Брафф          | Мэтт Тарсес                | 4 апреля 2018  | 3,73                |
| 3  | «Павильон с бабочками» «The Butterfly Pavilion»            | Ричи Кин           | Ванесса Маккарти           | 11 апреля 2018 | 3,53                |
| 4  | «Няня» «The Nanny»                                         | Алиса Стэтмен      | Джульет Сенифф             | 17 апреля 2018 | 4,85                |
| 5  | «Тёща» «The Mother-in-Law»                                 | Майкл Патрик Дженн | Дэн Рубин                  | 18 апреля 2018 | 2,76                |
| 6  | «Полицейская тачка» «The Cop Car»                          | Зак Брафф          | Пол О’Тул и Энди Сент-Клэр | 25 апреля 2018 | 2,94                |
| 7  | «Гранд Апологано» «The Grande Apologano»                   | Зак Брафф          | Лиза Маккуиллан            | 25 апреля 2018 | 2,49                |
| 8  | «Интернет-тролли» «The Internet Trolls»                    | Фил Трэйлл         | Джошуа Кори и Брайан Кратц | 2 мая 2018     | 3,06                |
| 9  | «Лихорадка» «The Fever»                                    | Крис Кох           | Дэн Рубин и Морган Бек     | 9 мая 2018     | 3,03                |
| 10 | «Штуковина Рубе Голдберга» «The Rube Goldberg Contraption» | Джон Путч          | Джошуа Кори и Брайан Кратц | 16 мая 2018    | 3,24                |

## Отзывы критиков
На сайте Rotten Tomatoes, агрегаторе рецензий, сериал получил рейтинг 40% на основании 15 рецензий со средним рейтингом 4.46/10. Сайт Metacritic выдал средний рейтинг 49 из 100 на основании отзывов 10 критиков, с оценкой «смешанные или средние отзывы».